# Taverniera abyssinica
Taverniera abyssinica är en ärtväxtart som beskrevs av Achille Richard. Taverniera abyssinica ingår i släktet Taverniera och familjen ärtväxter. Inga underarter finns listade i Catalogue of Life.